# Joaquín Montaña
Joaquín Montaña Ramiro (Paraná, Argentina; 28 de julio de 1846 - Montevideo, Uruguay; 4 de mayo de 1922) fue un militar argentino que luchó en la Guerra de la Triple Alianza y participó en varias de las guerras civiles argentinas.

## Biografía
Joaquín Montaña nació en Paraná, provincia de Entre Ríos el 28 de julio de 1846, hijo de Rufino Montaña y de Cleofé Ramiro.
Estudió derecho en la Universidad de Buenos Aires, pero en 1864, estando en cuarto año de la carrera, se alistó en el Ejército Argentino.
Iniciada la Guerra del Paraguay, el 15 de marzo de 1866 fue destinado como subteniente al ejército de operaciones.
Combatió en Paso de la Patria, Itapirú, Estero Bellaco, Yataití-Corá, Boquerón, Sauce y Curupaytí.
En 1867 fue destinado al ejército que al mando del general Wenceslao Paunero combatió la Revolución de los Colorados estallada en Cuyo y encabezada por Juan Saá, Carlos Juan Rodríguez y Juan de Dios Videla. Asistió a la batalla de San Ignacio el 1 de abril de 1867.
De regreso en el frente asistió a la rendición de Humaitá, Itá-Ibaté (Lomas Valentinas) y La Angostura.
En 1870 fue destinado a las fuerzas que reprimieron la primera rebelión jordanista. Estuvo presente en el Combate de El Sauce, en la defensa de Paraná y en la batalla de Santa Rosa.
El 29 de mayo de 1871 fue ascendido a teniente coronel.
En 1873 marchó a la provincia de Mendoza a sofocar la sublevación del coronel Ignacio Segovia, tras lo que pasó a Concepción del Uruguay con motivo de la segunda revuelta de Ricardo López Jordán.
Al año siguiente se sublevó con el general José Miguel Arredondo en Villa Mercedes, hallándose al mando del Batallón N° 3 de línea en la primera batalla de Santa Rosa (Mendoza) y en la segunda acción en que fue derrotado al dejarse engañar por la fingida defección de parte de las tropas gubernamentales. En esa oportunidad, las tropas del batallón Rosario, comandado por el mayor Vázquez, se acercaron a las revolucionarias dando la voz de ¡Pasados!. Montaña, pensándolos desertores, los recibió estrechando la mano de Vázquez, y diciendo: "Muchachos, no tengan cuidado que aquí está el 3 de línea".
En ese momento, el coronel Carlos Paz, oficial de las tropas gubernamentales, respondió a Montaña: "Comandante, es usted mi prisionero de guerra". Montaña retrocedió hacia sus líneas seguido por Paz, quien descargó un golpe sobre la cabeza de aquel, recibiendo a cambio una descarga de los soldados del 3.º de línea, muriendo instantáneamente.
Encontrándose rodeados, Montaña ordenó la rendición.
El vencedor, Julio Argentino Roca, lo puso en libertad pero fue dado de baja del ejército el 1 de octubre de 1874. En 1877 fue reincorporado.
Tomó parte en la revolución de 1880 actuando al frente del Batallón Rifleros. Tras la derrota del movimiento, fue nuevamente dado de baja. Tuvo destacada participación en la Revolución del Parque en 1890, integrando la Junta revolucionaria. Fue reincorporado recién el 1 de julio de 1891 con la jerarquía de teniente coronel.
El 6 de julio de 1893 fue designado Jefe de Policía de la Capital, pero renunció por enfermedad al año siguiente. 
El 20 de septiembre de 1895 fue promovido a coronel.
Revistó en la Lista de Guerreros del Paraguay y en la de Oficiales Superiores. En 1905 solicitó su retiro.
Murió en la ciudad de Montevideo, Uruguay, el 4 de mayo de 1922.
Estaba casado con Maria Julia Natalia Sánchez Viamonte.